# Nummulair eczeem
Nummulair eczeem, van nummulair: muntvormig, is een vorm van eczeem die wordt gekenmerkt door ronde, soms ovale eczematueze plekken, ook wel plaques genaamd. De plaques zijn duidelijk van de omliggende huid te onderscheiden. Meestal treft het mannen vanaf middelbare leeftijd.
De rand van de plaques is enigszins verheven. Ze schilferen, zijn bedekt met een korst en vaak komt er wat vocht uit. Meestal zijn er maar een beperkt aantal plekken, maar het kunnen er ook meer dan 20 zijn. Ze kunnen overal op het lichaam voorkomen, typische lichaamsdelen zijn de rug van de handen en de armen. Kenmerkend is ook dat de plaques ineens hun uiteindelijke grootte bereiken en niet concentrisch uitgroeien. Nummulair eczeem is moeilijk te behandelen en komt vaak weer terug, veelal op dezelfde plaatsen. De laesies kunnen weken en soms maandenlang blijven bestaan en de jeuk kan hevig zijn. De huid is vaak droog, waardoor veelvuldig wassen en droge lucht het eczeem kunnen verergeren.
De oorzaak van het nummulair eczeem kan onbekend zijn, anders gezegd idiopathisch zijn, of het kan deel uitmaken van een atopisch eczeem. De idiopathische vorm is bijzonder moeilijk te behandelen en kan langdurig blijven bestaan.

## Behandeling
Het klinische beeld van nummulair eczeem is bijzonder karakteristiek waardoor in de meeste gevallen de diagnose wordt gesteld aan de hand van de symptomen. Centraal in de behandeling staat het gebruik van een corticosteroïden bevattende zalf. In hardnekkige gevallen kan een teerpreparaat worden ingezet en ook kan lichttherapie met UVB worden overwogen. De droge huid kan met neutrale ureum- of glycerol bevattende crèmes worden behandeld.